# Bender
Bender (oroszul: Бендеры ; románul: Tighina), Moldova, de facto pedig a nemzetközileg el nem ismert Transznisztria egyik városa 1992 óta. A város a Dnyeszter jobb partján fekszik.

## Sport
A városban működik a FC Tighina labdarúgócsapat.

## Testvérvárosok
- Beira, Mozambik
- Cavriago, Olaszország
- Dubăsari, Moldova
- Montesilvano, Olaszország
- Ocsamcsira, Grúzia